# Tužina
Tužina je obec na Slovensku v okrese Prievidza v Trenčínském kraji. Žije zde přibližně 1 200 obyvatel.
První písemná zmínka o obci je z roku 1393. V obci je římskokatolický kostel svatého Jakuba Staršího z roku 1797 a kaple Sedmibolestné Panny Marie z roku 1818.